# フリスキー・トム
『フリスキー・トム』（Frisky Tom）は、1981年9月に日本物産から稼動されたアーケード用固定画面アクションゲーム。
配管工のトムを操作し、ネズミを倒しながら破壊された水道管を修理し、浴槽に水を溜める事を目的としている。ステージクリア時には女性の入浴シーンが表示される。

1982年にバンダイから電子ゲームとして発売された他、1995年にゲームボーイ、2002年にPlayStationに移植、2003年には携帯電話ゲームとして配信された。その他、スーパーファミコンおよびPlayStation用ソフト『ニチブツアーケードクラシックス』（1995年）に収録された。PlayStation版は2007年にゲームアーカイブス対応ソフトとして配信された。

## ゲーム内容

### システム
本作は、配管工のトムを操作して、徘徊するネズミを倒しつつ、ネズミによって壊された水道管を修理していく内容となっている。
ネズミは5種類存在しており、水道管のジョイントを外す「かみつきネズミ」（オレンジ）や、ジョイントを地面まで運ぶ「かっぱらいネズミ」（黄色）、トムに直接攻撃を仕掛ける「いじわるネズミ」(青)、水タンクに爆弾を仕掛ける「バクダンネズミ」（紫）、爆弾の導火線に火をつける「火付けネズミ」（ピンク）がいる。基本的に大体のネズミはトムが体当たりすることで叩き落とす(スコアも獲得、連続で落とすとコンボで増加)ことができる。
水道管が繋がり、一定量の水が風呂桶に貯まると女性の入浴シーンが見られる（後期バージョンでは女性が水着を着ている）。
クリア条件を満たさずにステージを終えるか、水タンクに仕掛けられた爆弾が爆発するとミスとなる。
バージョンがいくつかあり、クリア条件やミス条件などが異なるなど、別作品と言えるほど差異が大きかった。どのバージョンでも、残機がなくなるとゲームオーバー。

### バージョンによる違い
前期バージョンでは、上の水を使い切るまでに下のタンクが満タンになるまでの量の水を溜めなければミスになる。下が満タンになるとBGMの変化ともに残機が増えるので、このあと上の水を使い切るまでにミスをしても、実質的に残機は減らない。また、パーツは下レバーで拾う必要がある（後期は自動で拾う）。
後期バージョンでは、少しでもよいので下のタンクに水が入った状態で上のタンクの水を使い切ればクリアとなる。下のタンクにはボーナスポイントが表示されており、水が漏れて下のタンクまで水が届かない状態の間減り続ける。タンクに水がまったく入っていない状態で上のタンクの水を使いきるとポイントは0となり、この場合にミスとなる。また、ネズミの性能も変更されており、「かみつきネズミ」はパーツを外すと一定時間ピンク色に変化して、下側にいる主人公に落下攻撃を仕掛けてくるようになり、ぶつかってしまうとミスになる。
どちらのバージョンでも、上タンクに仕掛けられた爆弾の導火線に点けられた火を体当たりで消せず爆発させた場合は、その場でミスになる。さらに、海外版ではプレイヤーに体当たり攻撃を仕掛ける赤いネズミが登場し、それによってもミスとなる。

## 移植版
| No. | タイトル                                              | 発売日         | 対応機種                           | 開発元     | 発売元                     | メディア                                | 型式          | 備考                                 | 出典                      |
| --- | ----------------------------------------------------- | -------------- | ---------------------------------- | ---------- | -------------------------- | --------------------------------------- | ------------- | ------------------------------------ | ------------------------- |
| 1   | フリスキー・トム                                      | 1982年         | 電子ゲーム                         | バンダイ   | バンダイ                   | 内蔵ゲーム                              | -             |                                      |                           |
| 2   | ニチブツアーケードクラシックス                        | 1995年5月26日  | スーパーファミコン                 | 日本物産   | 日本物産                   | 4メガビットロムカセット                 | SHVC-AACJ-JPN |                                      |                           |
| 3   | フリスキー・トム                                      | 1995年7月14日  | ゲームボーイ                       | 日本物産   | 日本物産                   | 1メガビットロムカセット                 | DMG-AFTJ-JPN  | スーパーゲームボーイ対応             |                           |
| 4   | ニチブツアーケードクラシックス                        | 1995年12月29日 | PlayStation                        | 日本物産   | 日本物産                   | CD-ROM                                  | SLPS-00184    |                                      |                           |
| 5   | Major Wave シリーズ アーケードヒッツ フリスキー・トム | 2002年7月25日  | PlayStation                        | ハムスター | ハムスター                 | CD-ROM                                  | SLPM-87118    |                                      | [ 6 ] [ 7 ]               |
| 6   | フリスキー・トム                                      | 2003年1月27日  | mova504i専用 （iアプリ）           | コナミ     | コナミモバイル・オンライン | ダウンロード （ゲーム発掘島）           | -             |                                      | [ 8 ] [ 9 ] [ 10 ] [ 11 ] |
| 7   | アーケードヒッツ フリスキー・トム                     | 2007年11月28日 | PlayStation 3 PlayStation Portable | ハムスター | ハムスター                 | ダウンロード （ゲームアーカイブス）     | -             |                                      | [ 12 ] [ 13 ]             |
| 8   | フリスキー・トム                                      | 2021年4月15日  | PlayStation 4 Nintendo Switch      | 日本物産   | ハムスター                 | ダウンロード （アーケードアーカイブス） | -             | 前期バージョン、後期バージョンを収録 | [ 14 ] [ 15 ] [ 16 ]      |

電子ゲーム版
1982年にバンダイより発売。FL版と液晶ゲーム版の2種類で登場。
1987年公開の映画『男はつらいよ 知床慕情』にはFL版が小道具として使用された。
Atari 5200版
1983年に開発されたがお蔵入りとなった。
ニチブツアーケードクラシックス版
『ムーンクレスタ』（1980年）、『クレイジー・クライマー』（1980年）と共に収録。スーパーファミコン版は1995年5月26日、プレイステーション版（続編「Tom's Strike-Back」等を追加収録）は同年12月29日に発売された。
ゲームボーイ版
1995年7月14日発売。
PlayStation『Major Wave シリーズ』版
2002年7月25日にハムスターより発売。クレジット年号や「Tom's Strike-Back」も同時収録されていることから、PS版『ニチブツアーケードクラシックス』からの抜粋と思われる。2007年11月28日よりゲームアーカイブスで配信開始された。

## 開発
本作は日本物産10周年を記念して作られており、開発はジョルダンが担当した。
開発チームの中心には佐藤俊和、小田恭司、本田光雄らがおり、パズルゲーム的なシステムは本田のアイデアである。
タイトル画面は小田が制作したものであり、ゲームにない仕様ではあったものの、日本物産側に気に入られて採用された。
本作は元々、覗きを題材とした「ピーピング・トム」として開発されていたが、イメージが悪いということで「フリスキー・トム」に変更された。
本作の入浴シーンは、「ピーピング・トム」だったころの名残である。

## 評価

### アーケード版に対する評価
パソコンゲーム誌の編集者である前田尋之の公式サイト「電脳世界のひみつ基地」においてライターの稲波は、アーケード版について、作りが雑だが、時代背景を考えると仕方のないことかもしれない」と述べている。
稲波は、アーケード版の人気が長続きしなかったと指摘し、その理由として「慣れると単純作業になってしまうゲーム性」「後期バージョンで難易度が跳ね上がった上に、ご褒美画像の露出度を下げられた」ことを挙げている。その一方で、稲波はアーケード版のヒットを見た日本物産が、アーケードゲームにお色気を取り入れることを思いついて、脱衣麻雀を作ったのではないかと推測している。

### 移植版に対する評価
ゲームボーイ版
ゲーム誌『ファミコン通信』の「クロスレビュー」では、5・5・4・5の合計19点（満40点）、『ファミリーコンピュータMagazine』の読者投票による「ゲーム通信簿」での評価は以下の通り、16.6点（満30点）となっている。
| 項目 | キャラクタ | 音楽 | お買得度 | 操作性 | 熱中度 | オリジナリティ | 総合 |
| 得点 | 3.0        | 2.8  | 2.7      | 2.8    | 2.8    | 2.6            | 16.6 |